# Joe Sharkey
Joe Sharkey é um jornalista norte-americano que foi um dos sobreviventes da colisão aérea do Embraer Legacy com um Boeing do voo Gol 1907 em setembro de 2006.

## Livros publicados nos Estados Unidos
- 1990: Death Sentence: The Inside Story of the John List Murders
- 1991: Deadly Greed: The Riveting True Story of the Stuart Murder Case that Rocked Boston and Shocked the Nation
- 1993: Above Suspicion
- 1994: Bedlam: Greed, Profiteering e Fraud in a Mental Health System Gone Crazy
- 1998: Lady Gold (com Angela Amato)